# Philodendron pachyphyllum
Philodendron pachyphyllum är en kallaväxtart som beskrevs av Kurt Krause. Philodendron pachyphyllum ingår i släktet Philodendron och familjen kallaväxter. Inga underarter finns listade.